# 栗真村
栗真村（くりまむら）は三重県河芸郡にあった村。現在の津市栗真各町にあたる。

## 地理
- 海洋：伊勢湾
- 河川：志登茂川、横川

## 歴史
- 1889年（明治22年）4月1日 - 町村制の施行により、奄芸郡小川村・中山村・町屋村の区域をもって栗真村が発足。
- 1896年（明治29年）4月1日 - 所属郡が河芸郡に変更。
- 1954年（昭和29年）8月1日 - 津市に編入。同日栗真村廃止。

## 交通

### 鉄道路線
- 関西急行鉄道（現・近畿日本鉄道）
  - 名古屋線（現・近鉄名古屋線）：逆川駅（1944年廃止）

現在は旧村域を伊勢鉄道伊勢線が通過するが、当時は未開業。

### 道路
- 国道23号